# Lotta Sjöberg
Lotta Sjöberg (* 1974) ist eine schwedische Comiczeichnerin und Illustratorin. Sie lebt und arbeitet in Stockholm, ist verheiratet und hat drei Töchter.

## Werk
Sie schloss 2000 die „Konstfack“ (Hochschule für Design und Künste, Stockholm) ab und zeichnet seit Jahren für Svenska Dagbladet, weitere Zeitschriften, Werbung und Schulbücher.
2005 wurde ihr erstes Buch ‘’Bebisbekännelser’’ (dt. „Baby-Bekenntnisse“) publiziert, das auch ins Finnische und Norwegische übersetzt wurde. 2011 und 2014 folgten weitere drei Bücher. 

## Weitere Aktivitäten
Seit 2009 betreibt Sjöberg eine Facebook-Gruppe namens „Familienleben - die wahre Geschichte“, auf welcher die Mitglieder die Fotos ihrer unaufgeräumten Wohnungen und ihres nicht-perfekten Familienlebens publizieren können. Dies sei „ein Protest gegen die kommerzielle Wohnindustrie in Schweden, die verrückt ist“, so Sjöberg. Die Facebook-Gruppe zählt 44’000 Mitglieder.

## Comics
- Bebisbekännelser, Schweden 2005
- Family living - den ostädade sanningen, Schweden 2011. Deutsch: FAMILY LIVING: Die ungeschönte Wahrheit, Edition Moderne, Zürich 2015, ISBN 978-3-03731-143-1
- Det kan alltid bli värre, Schweden 2014
- Orka torka, Schweden 2014